# Tonin Harapi
Tonin Harapi (Shkodra, 1928. június 9. vagy július 8. – Tirana, 1992. július 30.) albán zeneszerző, zongoraművész.
Római katolikus értelmiségi családba született. Eredetileg papi pályára készült, szülővárosában a jezsuiták xaveriánus kollégiumát végezte el. Ezt követően a tiranai Jordan Misja Művészeti Líceumba iratkozott be, amelynek 1947-től 1951-ig volt a diákja. 1959-től a Moszkvai Konzervatóriumban képezte tovább magát, de a két ország közötti diplomáciai kapcsolatok megromlását követően, 1961-ben tanulmányait félbeszakítva haza kellett térnie. Végül a tiranai konzervatóriumban tette le zeneszerzői vizsgáit 1964-ben. Ettől az évtől egészen nyugdíjazásáig a Művészeti Főiskolán tanított zeneszerzést, ahol többek között tanítványai közé tartozott Sokol Shupo.
Több oratóriumot, rapszódiát, szvitet, kórusművet, kamara- és zongoradarabot szerzett. Jelentős nagyszínpadi művei a Kufitarët (’Határőrök’) című gyermekopera (1953), a Mësimi i pyllit (’Erdei tanulmányok’) című gyermekoperett (1953), valamint a Zgimi (’Öntudat’, 1976) és a Mira prej Mujsit (’A Mujsi-beli Mira’, 1984) című operák. Zeneszerzői munkásságában egyrészt a nagy albán elődök nyomdokain indult el (Martin Gjoka, Çesk Zadeja), másrészt tőlük eltérően az albán népzene mellett a 20. század eleji shkodrai városi dalok motívumkincsét is szívesen beemelte műveibe. Munkásságáért a Nép Művésze (Artist i Popullit) kitüntetésben részesült.